# Åstjärnen, Västergötland
Åstjärnen är en sjö i Marks kommun i Västergötland och ingår i Viskans huvudavrinningsområde.